# Barbula enderesii
Barbula enderesii är en bladmossart som beskrevs av Garovaglio 1840. Barbula enderesii ingår i släktet neonmossor, och familjen Pottiaceae. Inga underarter finns listade i Catalogue of Life.